# Тутовый шелкопряд

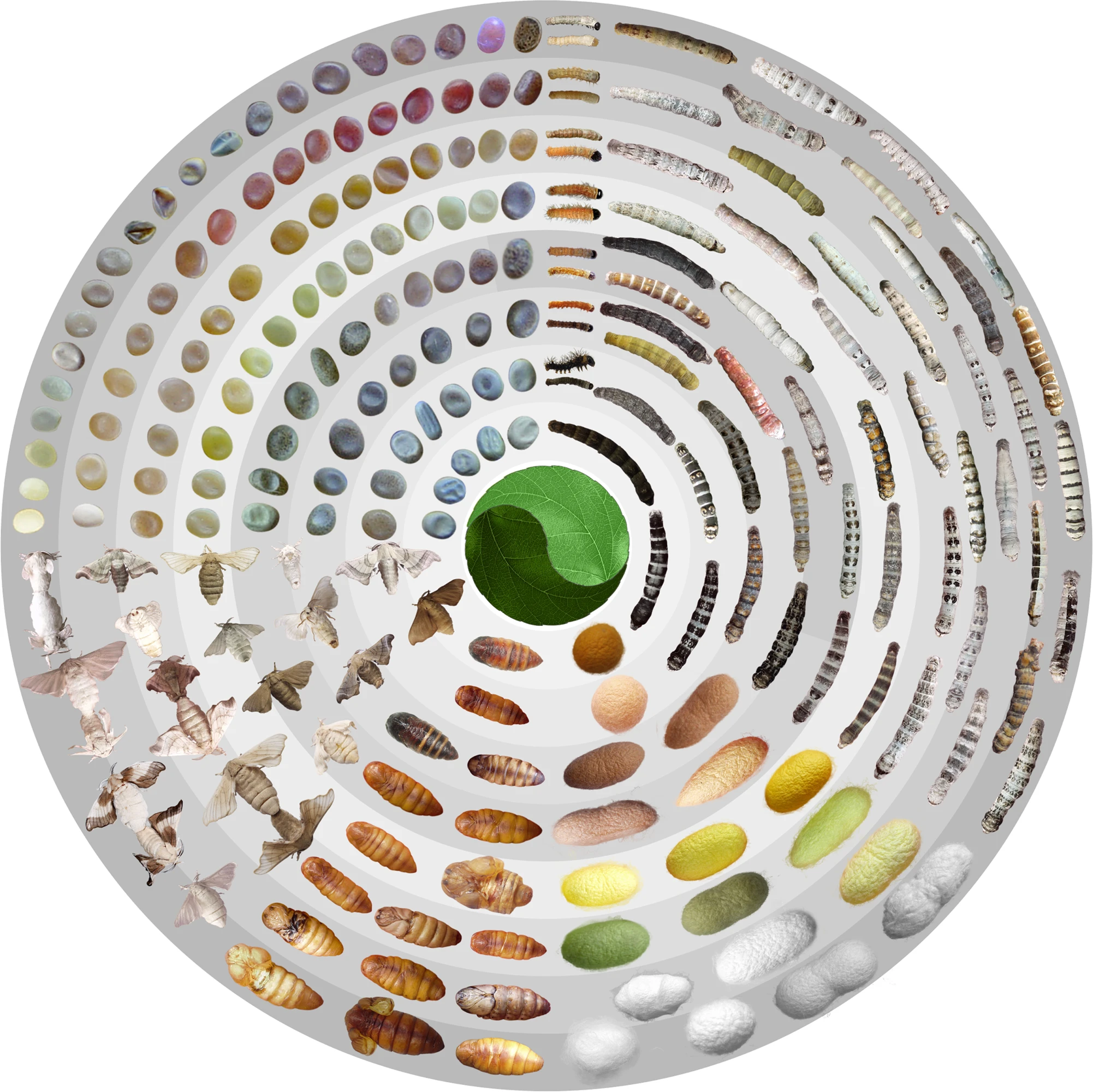
Фенотипическое разнообразие шелкопрядов

Ту́товый шелкопря́д (лат. Bombyx mori) — бабочка из семейства настоящие шелкопряды, производитель шёлка. Одомашнен в Китае около 5000 лет назад. Близкий вид, а возможно, и исходная форма одомашненного тутового шелкопряда — дикий тутовый шелкопряд — обитает в Восточной Азии: в северных областях Китая и южных областях Приморского края России, где, по всей видимости, вымер. Единственная современная популяция дикого тутового шелкопряда в России обитает на острове Кунашир.

## Описание
Относительно крупная бабочка с размахом крыльев 40—60 мм. Усики самца сильно гребенчатые, самки — гребенчатые. Бабочки с коротким, густо опушенным телом и широкими крыльями. Тело относительно массивное, толстое, покрытое густыми волосками. Окраска крыльев грязно-белая с более или менее отчётливыми буроватыми перевязями. Передние крылья с выемкой на внешнем крае за вершиной. Обычно выражено дискальное пятно. Крылья развитые, сравнительно небольшие. Во время состояния покоя бабочки подворачивают задние крылья под передние, таким образом, что их почти не видно. Передние крылья выемчатые по внешнему краю, с серповидной вершиной. Задние крылья небольшие, округлённые, с короткой бахромой. Ноги короткие и сильные. Бабочки тутового шелкопряда, в сущности, практически утратили способность летать. Особенно малоподвижны самки. Ротовые органы рудиментарные и на протяжении своей жизни насекомые не питаются (афагия), живя исключительно за счёт запаса питательных веществ, накопленных на стадии гусеницы.

## Жизненный цикл
Тутовый шелкопряд представлен моновольтинными (дают одно поколение в году), бивольтинными (дают два поколения в году) и поливольтинными (дают несколько поколений в году) породами.

### Яйцо
После спаривания самка откладывает яйца (в среднем от 500 до 700 штук), так называемую грену. Грена имеет овальную (эллиптическую) форму, сплюснутую с боков, с одного полюса несколько толще; вскоре после отложения её на обоих сплюснутых боках появляется по одному вдавлению. На более тонком полюсе находится довольно значительное углубление, на середине которого имеется бугорок, а в центре его помещено отверстие — микропиле, предназначенное для прохождения семенной нити. Величина грены — около 1 мм в длину и 0,5 мм в ширину, но она значительно варьирует между породами. В общем, породы европейские, малоазиатские, среднеазиатские и персидские дают более крупную грену, нежели китайские и японские. Откладывание яиц может продолжаться до трёх суток. Диапауза у тутового шелкопряда приходится на стадию яйца. Диапаузирующие яйца развиваются весной следующего года, а недиапаузирующие — в тот же год.

### Гусеница

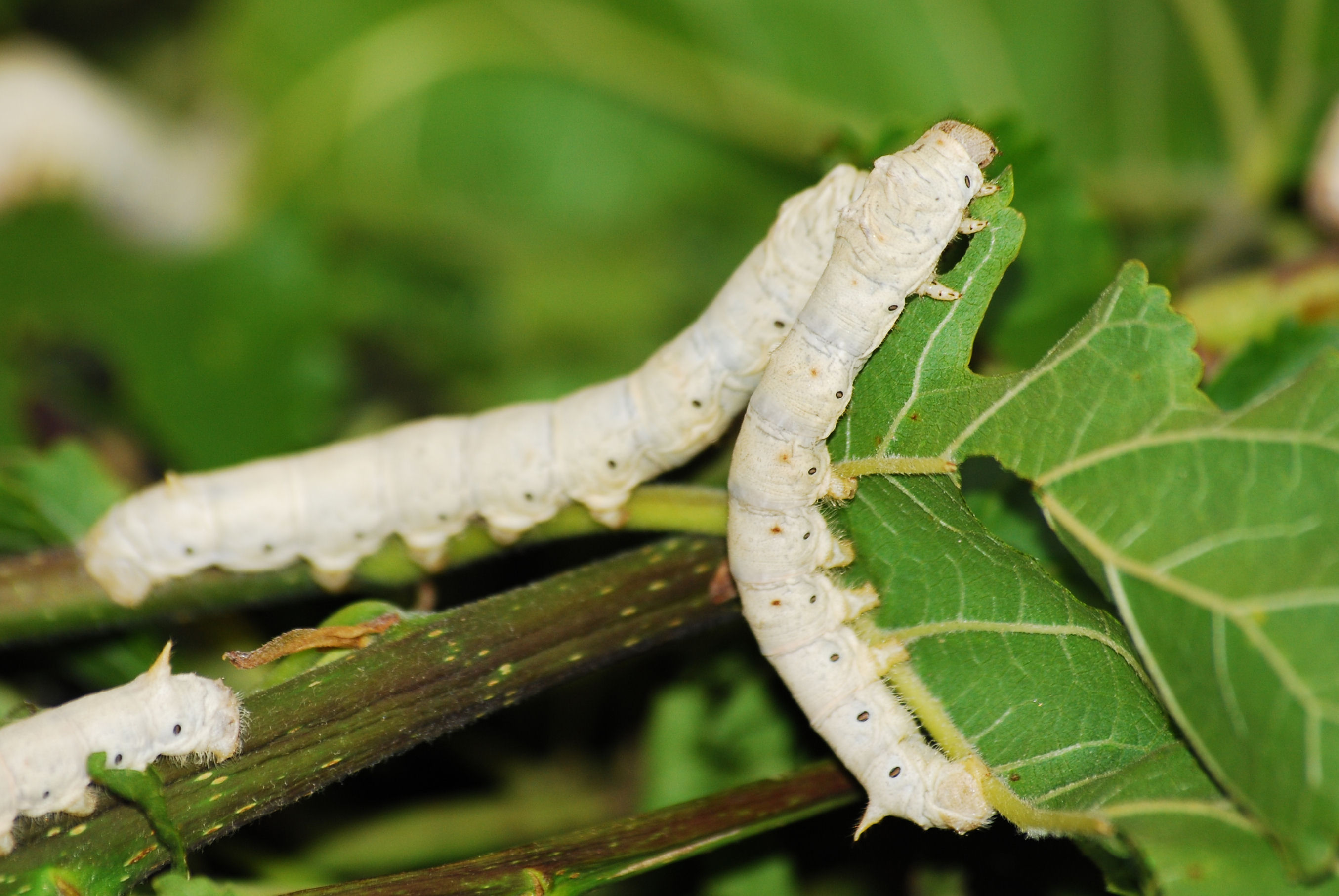
Гусеницы

Из яйца выходит гусеница (так называемый шелковичный червь), которая быстро растёт и линяет четыре раза. После того, как гусеница пройдёт четыре линьки, её тело становится слегка жёлтым. Гусеница развивается в течение 26—32 дней. Продолжительность развития зависит от температуры и влажности воздуха, количества и качества пищи и т. д. Гусеница предпочитает листья шелковицы (тутового дерева). Поэтому распространение шелководства связано с местами произрастания этого дерева.
Окукливаясь, гусеница плетёт кокон, оболочка которого состоит из непрерывной шёлковой нити длиной от 300—900 метров до 1500 м в самых крупных коконах. В коконе гусеница превращается в куколку. Цвет кокона может быть различным: розоватым, зеленоватым, жёлтым и т. п. Но для нужд промышленности в настоящее время разводят исключительно породы тутового шелкопряда с белыми коконами.
Выход бабочек из коконов наступает обыкновенно на 15—18 день после окукливания.
Но до этой стадии шелкопряду дожить не дают (так как для выхода из кокона он выделяет ферме́нты, которые разделяют нить на мелкие части) — коконы держат 2—2,5 часа при температуре около 100 °C, что убивает куколку,и упрощает раскручивание кокона.

## Использование человеком

### Шелководство

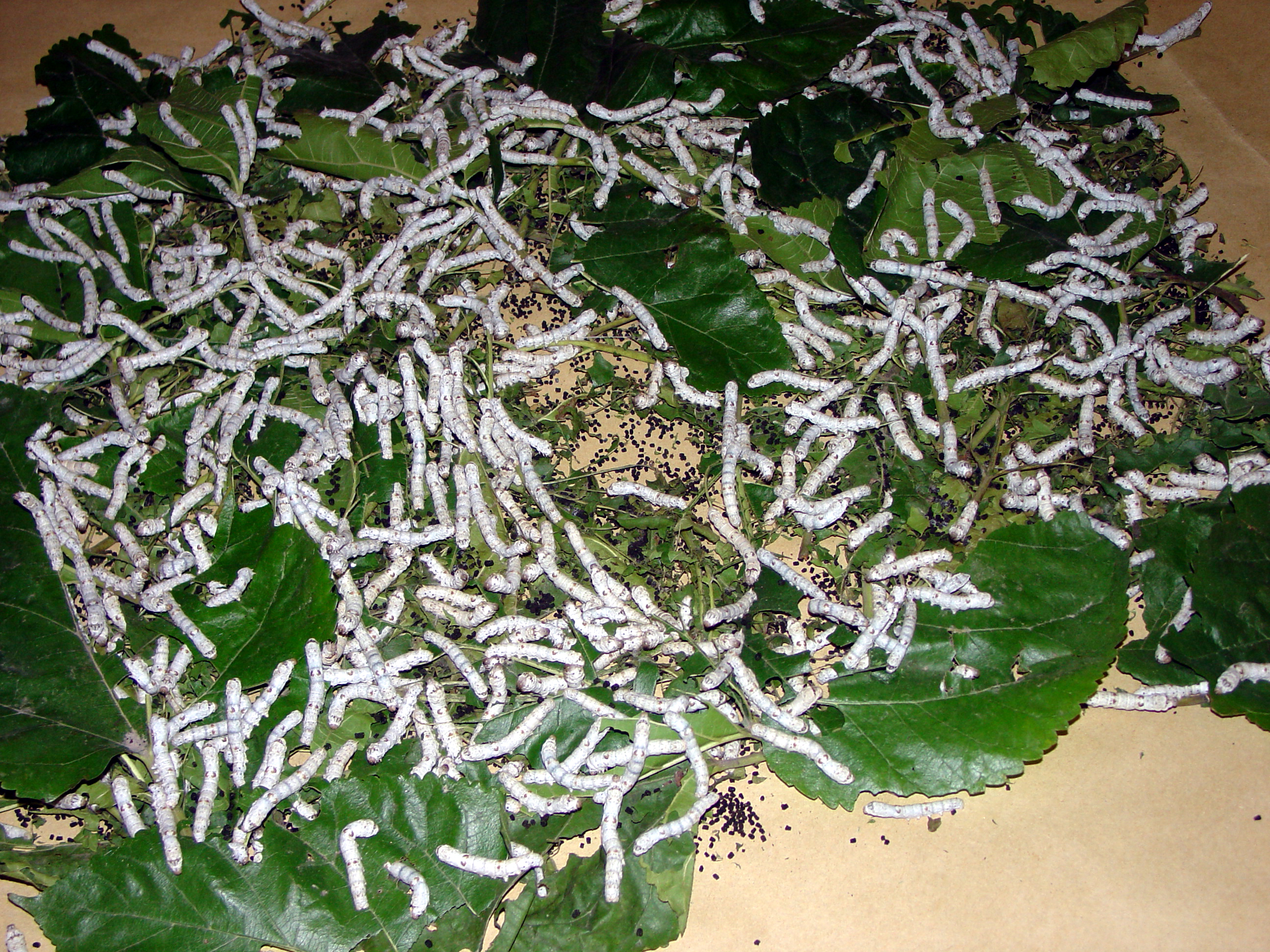
Гусеницы тутового шелкопряда на китайской шелководческой фабрике

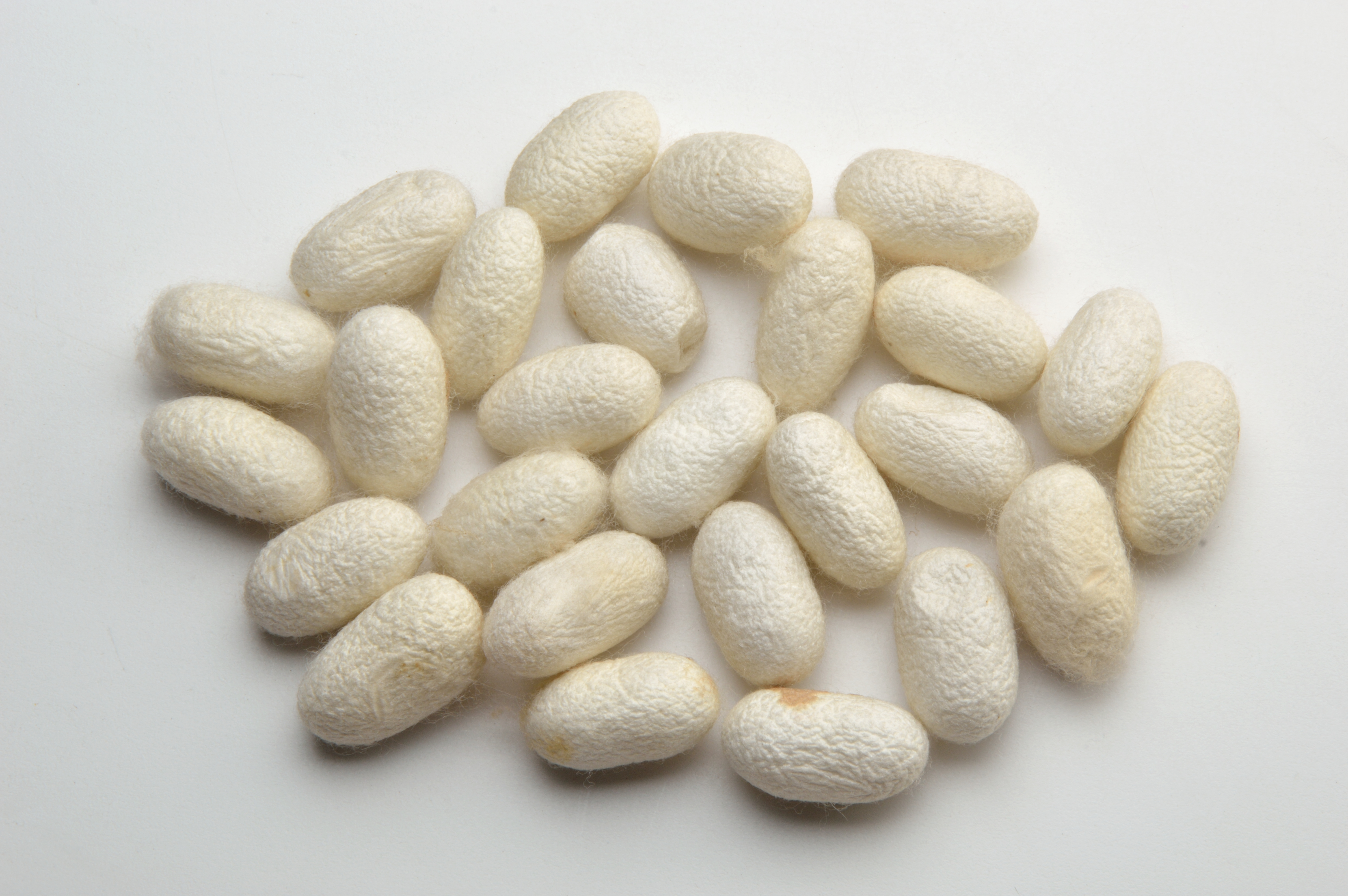
Коконы тутового шелкопряда

Шелководство является отраслью сельского хозяйства, целью которой является производство сырья для выработки натурального шёлка. Оно представляет собой специальное разведение гусениц некоторых видов для получения шёлка. Текстильная промышленность отдаёт предпочтение тутовому шелкопряду, одомашненному человеком. Согласно конфуцианским текстам, производство шёлка с использованием тутового шелкопряда началось около XXVII века до н. э., хотя археологические исследования позволяют говорить ещё о периоде Яншао (5000 лет до н. э.). В первой половине I века н. э. шелководство пришло в древний Хотан и в конце III века пришло в Индию. В Европе, включая Средиземноморье, шелководство возникло в VIII веке, а более трёхсот лет тому назад оно появляется и в России. Впоследствии основными центрами шелководства становятся республики Средней Азии и Закавказья. Тутовый шелкопряд играет важную экономическую роль в производстве шёлка. В результате селекции выведено много пород тутового шелкопряда, различающихся продуктивностью, качеством шёлковой нити и цветом коконов. Шёлк образован белками — фиброином (75 %) и серицином, образующим поверхностный слой шёлкового волокна. Фиброин выделяется задней, а серицин — средней частью железы. Данные белки сильно отличаются друг от друга по своему аминокислотному составу. Серицин отличается от фиброина меньшим содержанием в своём составе гликокола, аланина и тирозина и значительно большим содержанием серина и диаминокислот. Шёлковое волокно сверху покрыто восковой пелликулой, по химическому составу сходной с кутикулином (белок, основной компонент наружного слоя кутикулы — эпикутикулы). Для получения шёлковой нити куколок предварительно умерщвляют с помощью горячего пара и воды на десятый день после окукливания. В шёлковом коконе обычно содержится до 3500 метров волокна, но размотать его удаётся едва на треть. Чтобы получить 1 килограмм шёлка-сырца, нужны коконы примерно тысячи гусениц, поедающих за полтора месяца 60 килограмм листьев тутового дерева. Из 100 кг коконов можно получить примерно 9 кг шёлковой нити. В настоящее время во всём мире ежегодно производится 45 тысяч тонн шёлка. Главными поставщиками являются Китай, Индия, Япония, Корея и Узбекистан.

### Прочее использование

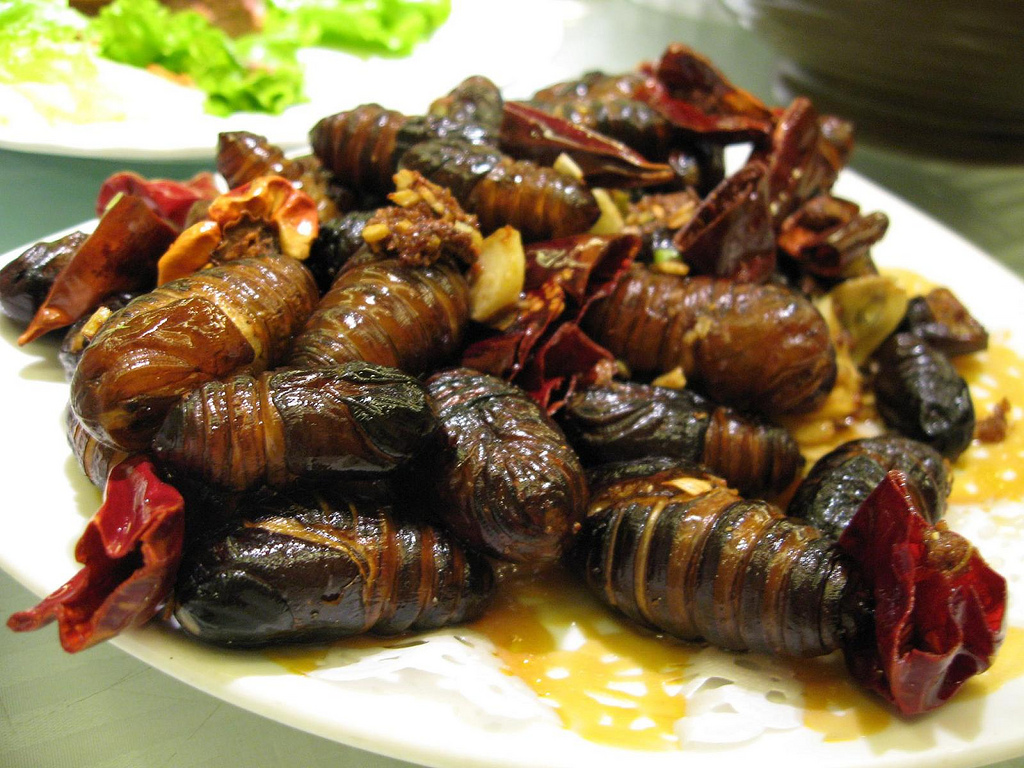
Блюдо из куколок тутового шелкопряда

В Китае гусениц тутового шелкопряда засаливают, добавляют в омлеты из куриных яиц либо просто жарят с луком и густыми соусами. В Азии куколок тутового шелкопряда, размотав шёлк с кокона, не выбрасывают, а употребляют в жареном или засахаренном виде. В 1987 году в Таиланде Министерство здравоохранения включило куколок тутового шелкопряда в перечень продуктов, которые могут дополнять разработанный рацион для детей дошкольного возраста — куколки рекомендуется прожаривать и слегка измельчать для последующего использования в составе карри и первых блюд. Во Вьетнаме с ними варят местную разновидность капустного супа. Южная Корея поставляет консервированных куколок тутового шелкопряда в азиатские магазины по всему миру. В Индии ежегодно потребляется более 20 тысяч тонн этих насекомых.